# ネビ県

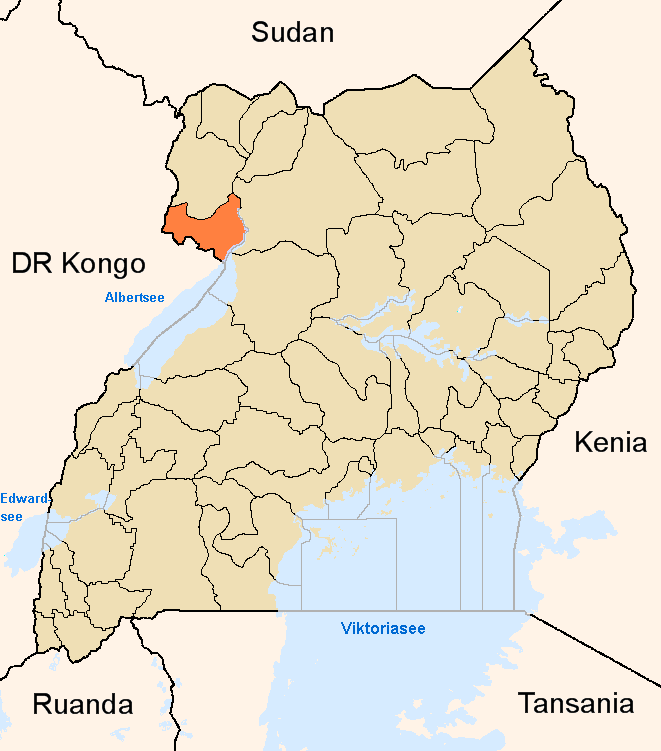
ネビ県と2001年から2005年の県境

ネビ県 (ネビけん、Nebbi District) はウガンダ北西部、西ナイル地方南部の県。1974年に西ナイル県からアルール族の多く住む南部のパディエレ郡、ジョナム郡、オコロ郡が南西ナイル県として分割され、1979年に県庁所在地名に合わせてネビ県に改名された。西にオコロ郡、中部にパディエレ郡、東にジョナム郡が置かれている。

## 隣接する県
北に西ナイル県の改名されたアルア県、南東にアルバート湖を挟みブニョロのブリサ県、東に白ナイルを挟みアチョリ地方のアムル県、南と西はコンゴ民主共和国のイトゥリ州と接する。
- ゾンボ県
- マディ・オコロ県
- パクワチ県
- イトゥリ州

## 住民
| 年          | 人口（人） |
| ----------- | ---------- |
| 1969        | 204,142    |
| 1980        | 273,000    |
| 1991        | 316,826    |
| 1995 (概算) | 371,500    |
| 1998 (推計) | 409,600    |
| 2001 (推計) | 447,900    |
| 2002        | 433,466    |

2002年の国勢調査人口は 433,466 人。住民の98%はナイル系で91%はアルール族、ジョナム、ケブ、レンドゥ、ルグバラが他の主要民族である。1993年にはアルール族の連合首長国も作られ、首長の墓地も整備された。

## 経済
住民の85%は農業でアラビカ種のコーヒー、綿花、果物、サイザルアサが主な商品作物で、雑穀、ゴマ、サツマイモ、キャッサバ、バナナ、マメ、トウモロコシなどが栽培される。
ウガンダ鉄道はトロロから東部のパクワチまで敷かれているが、途中の路線が内戦で破壊されている。グルとアルアを結ぶ幹線道路がパクワチからネビで北へ折り返しており、ネビから南へコンゴ民主共和国のブニア方面へも全天候向きの整備された道路が通っている。ネビの南のゴリには小型滑走路があり、チャーター機が飛来する。オコロ郡のニャガク川にはニャガクダムによる小規模水力発電所が建設されている。

## 宗教
ネビにはカトリックのネビ教区の大聖堂があり、ネビの最初の司教ジョン・バプティスト・オダマはグル教会管区の1999年以降の大司教となった。ゴリにはウガンダ聖公会 (Church of Uganda) のネビ主教座が置かれており、ネビの最初の主教ヘンリー・ルーク・オロンビ (Henry Luke Orombi) は2004年以降のウガンダ大主教となった。

## 脚註
1. ↑  EMA & ECON, p.23
2. ↑  1969 - 2001はEMA & ECON, p.19, Table 3.1による。
3. ↑  公式サイト、About the District
4. ↑  Other Ugandan Traditional States#Alur, World Statesmen.org
5. ↑  EMA & ECON, p.19, Table 3.2
6. ↑  EMA & ECON, p.20
7. ↑  David M. Cheney, Archbishop John Baptist Odama, Catholic-Hierarchy.org